# 湘龍駅
湘龍駅（しょうりょうえき）は、中華人民共和国湖南省長沙市長沙県にある3号線の駅である。

## 駅構造
- 1号線：島式ホーム1面

## 駅周辺
- 錦繡路
- 中南汽車世界